# الذبابة (فلم 2012)
الذبابة هو فيلم فنتازيا أكشن هندي صدر باللغة التيلوغوية من إخراج كودوري راجامولي وبطولة سوديب، ناني وسامانثا أكينيني، صدر الفيلم في 6 يوليو 2012.

## روابط خارجية
- الذبابة (فيلم 2012) على موقع IMDb (الإنجليزية)
- الذبابة (فيلم 2012) على موقع روتن توميتوز (الإنجليزية)
- الذبابة (فيلم 2012) على موقع نتفليكس (الإنجليزية)
- الذبابة (فيلم 2012) على موقع أول موفي (الإنجليزية)
- الذبابة (فيلم 2012) على موقع فيلمافينيتي (الإسبانية)
- الذبابة (فيلم 2012) على موقع قاعدة بيانات الفيلم (الإنجليزية)
- الذبابة (فيلم 2012) على موقع ليتربوكسد (الإنجليزية)
- الذبابة (فيلم 2012) على موقع كينوبويسك (الروسية)